# Guamijsvogel
De guamijsvogel (Todiramphus cinnamominus) is een vogel uit de familie Alcedinidae (IJsvogels). Vroeger werden de palauijsvogel (T. pelewensis) en de ponapéijsvogel (T. reichenbachii) als ondersoort beschouwd. De (waarschijnlijk) ondersoort van de Riukiu-eilanden op het eiland  Myaku , T. cinnamominus miyakoensis is al in de 19e eeuw uitgestorven.

## Herkenning
Deze ijsvogel is 20 cm lang en weegt 56 tot 74 g. Het mannetje is van onder en op de kop roodbruin met een brede, zwarte oogstreep. Op de rug, stuit en staart is de vogel groenblauw. De snavel is donker, alleen aan de basis hoornkleurig. De poten zijn zwart en het oog is bruin gekleurd. Het vrouwtje is wit op de buik en onderstuk van de borst.

## Status in 2015
Tot 1986 kwam deze ijsvogel in het wild voor op het eiland Guam (dat tot de Verenigde Staten behoort). De vogel stierf in het wild uit door de introductie van de bruine nachtboomslang (Boiga irregularis) die de eieren en nestjongen opvrat. De 29 toen nog levende volwassen exemplaren werden gevangen en verder gehouden in grote kooien waar ze zich ongestoord vermenigvuldigden. In 2013 waren er in totaal 124 exemplaren die op verschillende locaties (waaronder de Bronx Zoo in New York)  werden gehouden. De vogel heeft daarom de status "in het wild uitgestorven".